# San Pietro di Morubio
San Pietro di Morubio ist eine nordostitalienische Gemeinde (comune) mit 3074 Einwohnern (Stand 31. Dezember 2023) in der Provinz Verona in Venetien. Die Gemeinde liegt etwa 32 Kilometer südöstlich von Verona. In etwa zwei Kilometer Entfernung fließt östlich von San Pietro di Morubio der Etsch.

## Persönlichkeiten
- Pietro Guerra (* 1943), Radrennfahrer

## Verkehr
Durch die Gemeinde führt die Strada Statale 434 Transpolesana von Verona nach Rovigo.